# Coloradoa scopariae
Coloradoa scopariae är en insektsart. Coloradoa scopariae ingår i släktet Coloradoa och familjen långrörsbladlöss. Inga underarter finns listade i Catalogue of Life.